# Chelonoidis niger phantasticus
Chelonoidis niger phantasticus is een schildpad uit de familie landschildpadden (Testudinidae). Het dier werd lange tijd als een aparte soort beschouwd, maar wordt tegenwoordig (weer) gezien als een ondersoort van de galapagosreuzenschildpad (Chelonoidis niger).
Deze reuzenschildpad was sinds 1906 niet meer waargenomen en werd daarna beschouwd als uitgestorven.  In februari 2019 is er weer een (vrouwtje) gespot op het eiland Fernandina.

## Naam en indeling
De naam van de ondersoort werd, vergezeld van een beschrijving, als Testudo phantasticus, in 1907 voor het eerst gepubliceerd door Van Denburgh. Chelonoidis niger phantasticus werd lange tijd als een aparte soort gezien. Sinds het DNA-onderzoek een belangrijke plaats heeft binnen het systematisch onderzoek wordt hij (weer) als een ondersoort van de galapagosreuzenschildpad (Chelonoidis nigra) beschouwd. Het geslacht Chelonoidis Fitzinger, 1835, staat ook wel te boek als een ondergeslacht van het geslacht Geochelone Fitzinger, 1835. In dat geval is de ondersoortnaam Geochelone (niger) phantastica. Hierdoor kan men in de literatuur voor deze ondersoort verschillende wetenschappelijke namen aantreffen.

## Uiterlijke kenmerken
Het schild bereikt een lengte tot ten minste 86 centimeter. De kleur van het schild is zwart, de kop en poten zijn lichter van kleur. De onderkaak en de keel zijn geel. Het schild wordt naar de achterzijde toe smaller. Het schild is aan de voorzijde echter duidelijk verhoogd.
Het rugschild buikschild heeft een grijs-zwarte kleur. De plastronformule is als volgt: abd > hum > fem > an > intergul > pect. De keelschubben steken niet uit onder de voorzijde van het schild.

## Verspreiding en habitat
De schildpad is een endemische ondersoort op het eiland Fernandina (Galapagoseilanden, Ecuador, Zuid-Amerika). De schilpad is aangetroffen van zeeniveau tot op een hoogte van ongeveer 1100 meter boven zeeniveau.  Over de voortplanting en de levenswijze is vrijwel niets bekend. 

## Uitsterven en herontdekking
De voorlaatste waarneming dateert uit 1906 toen er een reuzenschildpad op het eiland werd gedood. In de periode 1964 tot 2013 waren er waarnemingen van uitwerpselen, bijtsporen aan planten en slecht gedocumenteerde zichtwaarnemingen die wezen op de aanwezigheid van een reuzenschildpad.  Op zondag 17 februari 2019 werd een volwassen vrouwtje waargenomen door onderzoekers van het Galápagos National Park en de in de Verenigde Staten gevestigde Galapagos Conservancy. Het ministerie van Milieu van Ecuador maakte de vondst bekend op Twitter. Na DNA analyse bleek het genoom het exemplaar van 2019 overeen te komen met dat van 1906.

## Beschermingsstatus
Door de internationale natuurbeschermingsorganisatie IUCN is de beschermingsstatus 'ernstig bedreigd' toegewezen (Critically Endangered of CR).